# Macael
Macael – gmina w Hiszpanii, w prowincji Almería, w Andaluzji, o powierzchni 43,76 km². W 2011 roku gmina liczyła 5936 mieszkańców.